# Mesoleptogaster cappadocia
Mesoleptogaster cappadocia är en tvåvingeart som beskrevs av Hasbenli och Caglar 2009. Mesoleptogaster cappadocia ingår i släktet Mesoleptogaster och familjen rovflugor.
Artens utbredningsområde är Turkiet. Inga underarter finns listade i Catalogue of Life.